# Die Wanderschauspieler
Die Wanderschauspieler (Originaltitel: griechisch Ο Θίασος O Thiasos) ist ein griechischer Spielfilm von Theo Angelopoulos aus dem Jahr 1975. Der Film zeichnet die Geschichte Griechenlands von 1939 bis 1952 nach.

## Handlung
Eine Schauspielgruppe aus Erfüllungsgehilfen, Kollaborateuren bis zu Partisanen zieht durch Griechenland und spielt ein Stück namens „Golfo, die Schäferin“. Die erste Ebene des Films zeigt, wie sie dieses Stück von 1893 bauen, proben, bewerben und aufführen, ein bukolisches Versdrama über Liebe, Verrat und Tod. In der nächsten Ebene konzentriert sich der Film auf die historischen Ereignisse zwischen 1939 und 1952, wie sie von den Wanderschauspielern erlebt werden und wie sie die von ihnen besuchten Gemeinden beeinflussen: das letzte Jahr der autoritären Diktatur von Metaxas, der Krieg gegen die Italiener, die Nazi-Besatzung, die Befreiung, der Bürgerkrieg zwischen der Regierung und kommunistischen Aufständischen sowie die britische und amerikanische Einmischung in griechische Angelegenheiten. Auf einer weiteren Ebene leben die Charaktere ihr eigenes Drama von Eifersucht und Verrat, das seine Wurzeln im antiken Mythos des Hauses Atreus hat. Agamemnon, ein griechischer Flüchtling aus Kleinasien, zieht 1940 gegen die Italiener in den Krieg, schließt sich dem Widerstand gegen die Deutschen an und wird von ihnen hingerichtet, nachdem er von Klytämnestra und Aigisthos verraten wurde. Aigisthos, der Geliebte von Klytämnestra, ist ein Informant und Kollaborateur der deutschen Besatzer. Orestes, Sohn von Agamemnon und Klytämnestra, kämpft auf der linken Seite und rächt den Tod seines Vaters, indem er seine Mutter und Aigisthos tötet. Er wurde 1949 wegen seiner Guerilla-Aktivitäten verhaftet und 1951 im Gefängnis hingerichtet. Elektra, seine Schwester, hilft den Linken und hilft ihrem Bruder, den Verrat ihrer Mutter und Aigisthos zu rächen. Nach Orestes Tod setzt sie die Arbeit der Truppe und ihre Beziehung zu Pylades fort. Chrysothemis, Elektras jüngere Schwester, kollaborierte mit den Deutschen, prostituierte sich während der Besatzung, stellte sich während der Befreiung auf die Seite der Briten und heiratete später einen Amerikaner. Pylades, ein enger Freund von Orestes, ist ein Kommunist, der vom Metaxas-Regime ins Exil geschickt wird, sich den Guerillas anschließt, verhaftet und dann wieder ins Exil geschickt wird. Schließlich muss er nach Folter durch den rechten Flügel eine schriftliche Anzeige der Linken unterschreiben und wird 1950 aus dem Gefängnis entlassen.

## Produktion
Angelopoulos hatte sich jahrelang Notizen gemacht und schließlich im September 1973 das Drehbuch innerhalb von zwei Wochen fertiggestellt. Anschließend unternahm er mehrere Reisen durch Griechenland auf der Suche nach geeigneten Drehorten, dabei wurde er teilweise von seinem Kameramann Giorgos Arvanitis begleitet. Da sich der Film auf verschiedene historische Tabuthemen und Ereignisse zwischen 1939 und 1952 bezieht, hätten die Zensoren der Griechischen Militärdiktatur sehr wahrscheinlich keine Dreherlaubnis erteilt. Kurz vor Drehbeginn brach der Polytechnio-Aufstand in seiner ganzen Heftigkeit aus, gefolgt vom Ioannidis-Putsch. Wegen seiner Beteiligung an diesem und anderen Protesten reiste Angelopoulos nach Paris und kehrte erst wieder zurück, als es ihm sicher erschien. In Absprache mit dem Produzenten bestand Einigkeit, dass der Film seinen Zweck durch das Echo seiner Vorführungen im Ausland erreichen würde, selbst wenn er in Griechenland verboten werden sollte. Zum Jahresbeginn 1974, als der Terror seinen Höhepunkt erreicht hatte, beschloss man mit den Filmarbeiten fortzufahren, ungeachtet jeglicher Zensurandrohungen. Das Drehbuch war nur Angelopoulos bekannt, weder dem Produzenten noch den Schauspielern. Diese bekamen nur Tag für Tag das Drehbuch. Gegenüber den Behörden gab Angelopoulos vor, einen Film über den Orestes-Mythos zu drehen, angepasst an die Zeit der deutschen Besetzung. Letztendlich fanden die Hauptdreharbeiten für Die Wanderschauspieler zwischen dem 12. Februar und 30. Mai 1974 statt. Drehorte waren Athen, Egio, Amfissia, Mesolongi, Ioannina, Karditsa, Lavrio, Nafplio, Lefkada und Trikala. Angelopoulos bevorzugte in seinen Filmen Herbst- oder Winterstimmung. Der ganze Film sollte bei bewölktem Himmel gedreht werden, um die gewünschte Lichtstimmung zu erreichen. Der fortwährende Sonnenschein in Griechenland bereitete große Probleme, deshalb drehte man spät abends oder sehr früh morgens, was kurze tägliche Drehzeiten nach sich zog. Im Sommer 1974 verstarb Angelopoulos Vater, daraufhin ruhte die Produktion vorübergehend bis zum November 1974 und endete schließlich im Januar 1975. Durch das zwischenzeitliche Ende der Militärdiktatur war es nun möglich, Szenen drehen zu können, die vorher kaum ohne größeren Aufwand möglich erschienen, wie die Kundgebung mit den roten Fahnen oder die Auseinandersetzungen während des Bürgerkriegs zwischen den Rechten und Linken. Insgesamt beliefen sich die Produktionskosten auf 10 Millionen Drachmen.

## Rezeption
In Griechenland waren Die Wanderschauspieler unerwartet erfolgreich. Ein Film von fast vier Stunden Spielzeit, mit seiner komplizierten Erzählweise, den ungewohnt langsamen Bildeinstellungen sowie seiner Thematik, die aus einer besonders linken Sichtweise zu erzählen schien, stand 1975 bei den Zuschauerzahlen mit beeindruckenden 205.000 Besuchern an oberster Stelle. Die filmische Aussage war so kraftvoll, die politischen Aussagen gegen Anhänger der rechten Partei so eindeutig, dass Angelopoulos Absicht Die Wanderschauspieler als offiziellen griechischen Beitrag bei den Filmfestspielen von Cannes 1975 einzureichen, bei der demokratisch neugewählten konservativen Regierung unter Konstantinos Karamanlis auf Ablehnung stieß. Eine einzige Filmrolle wurde jedoch illegal aus dem Land geschmuggelt, der Film in Cannes mit einem FIPRESCI-Preis ausgezeichnet. Weitere Preise und Auszeichnungen folgten, sie waren der Regierung nicht ausreichend ihre Haltung gegenüber dem Film und Angelopoulos zu ändern.
Er wird von vielen Kritikern als die höchste Errungenschaft des Neuen Griechischen Kinos und von einigen als einer der wichtigsten Filme der zweiten Hälfte des 20. Jahrhunderts angesehen. In der Sight-&-Sound-Kritikerumfrage 2012 zu den besten Filmen aller Zeiten belegte es Platz 102 und wurde mit zahlreichen Preisen ausgezeichnet. Auf dem Rezensionsaggregator Rotten Tomatoes hat der Film eine Frischebewertung von 86 %, basierend auf 14 Rezensionen.
Der japanische Filmemacher Akira Kurosawa nannte Die Wanderschauspieler als einen seiner Lieblingsfilme.
Der Film wurde am 12. Mai 1975 bei den Internationalen Filmfestspielen von Cannes uraufgeführt. Die deutsche Erstaufführung fand während der Berlinale als Forumsbeitrag statt. Im deutschen Fernsehen war der Film erstmals am 2. April 1977 beim WDR zu sehen. Der Film ist als Doppel-DVD-Ausgabe von trigon-film erhältlich.
Das Lexikon des internationalen Films schrieb: „Die Übergänge zwischen den einzelnen Episoden sowie die dialektischen Beziehungen der Personen untereinander und zu ihrer Umwelt werden durch kunstvolle filmische Mittel, mitunter atemberaubende Kamerafahrten und -schwenks, geschaffen. Der Regisseur erneuerte mit seinem fast vierstündigen Epos nicht nur das griechische Kino, sondern setzte auch neue formale und technische Maßstäbe.“

## Auszeichnungen
Der Film wurde bei den 48. Academy Awards als griechischer Beitrag für den besten fremdsprachigen Film ausgewählt, aber nicht als Nominierter akzeptiert.
1975: Preis der Internationalen Filmkritik (FIPRESCI), Cannes.
1975: Bester Film, Beste Regie, Bestes Drehbuch, Bester Hauptdarsteller, Beste Hauptdarstellerin, Greek Critics Association Awards, Internationales Filmfestival Thessaloniki
Interfilmpreis, «Forum» 1975 Berliner Festspiele.
1976: Bester Film des Jahres, British Film Institute,
Italienischer Filmkritikerverband: Bester Film der Welt, 1970–80.
FIPRESCI: Einer der Top-Filme in der Geschichte des Kinos.
Großer Preis der Künste, Japan.
Bester Film des Jahres, Japan.
Golden Age Award, Brüssel.